# Qamaruzzaman Azmi
Qamaruzzaman Azmi (noto anche come Allama Azmi; 23 marzo 1946) è un filosofo e oratore indiano di religione islamica.

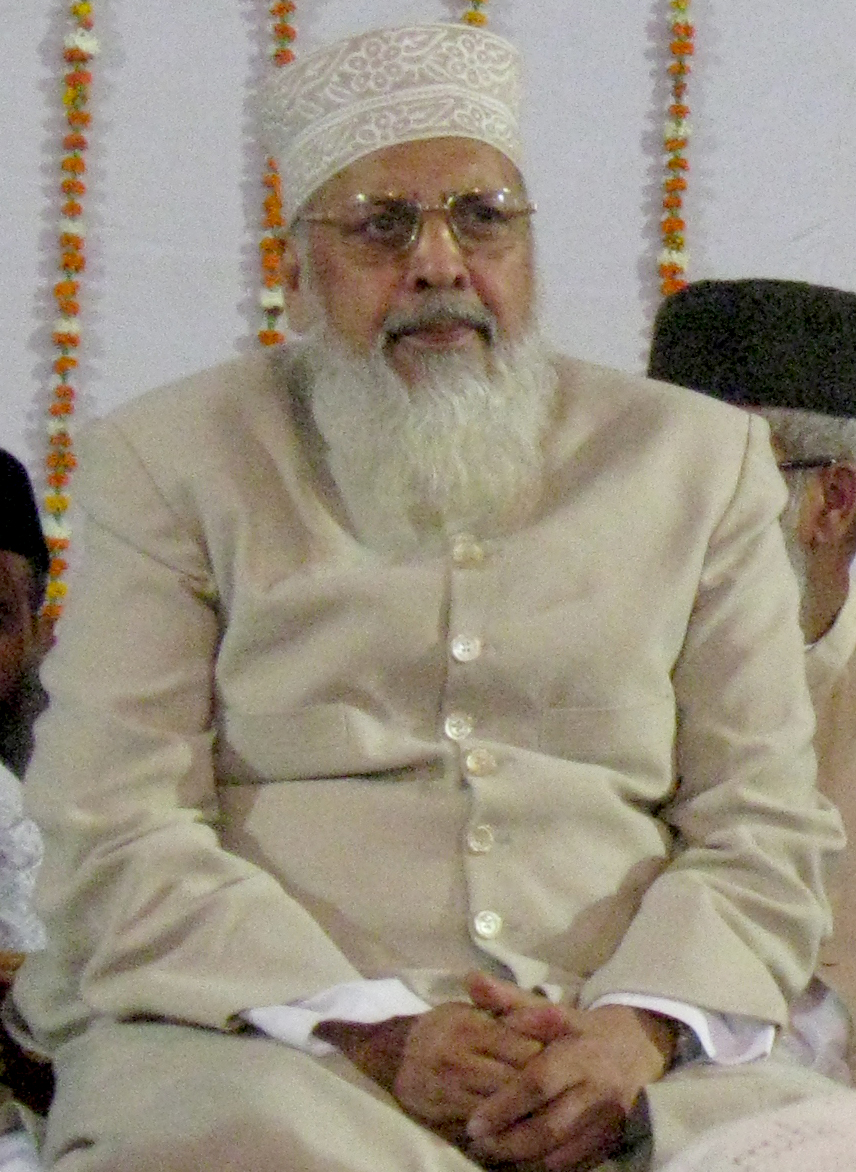
Qamaruzzaman Azmi

È presidente della Missione Islamica Mondiale. Dal 2011 al 2021 è stato inserito nella lista dei 500 musulmani più influenti del mondo dal Royal Aal al-Bayt Institute for Islamic Thought grazie ai suoi sforzi per costruire organizzazioni e istituzioni, moschee, college e università per oltre cinque decenni. È il patrono in capo del sunnita Dawat-e-Islami, un movimento islamico con ramificazioni in tutto il mondo.